# 4-2-4
4-2-4 é um esquema tático usado no futebol que consiste no esquema de usar 4 defensores (geralmente dois zagueiros e dois laterais), 2 meio-campistas e 4 atacantes e além claro do goleiro.
Foi uma revolução tática do futebol, criada no Brasil.

## História
Incapazes de se adaptar a rigidez tática dos europeus, e após o maracanazo, o Brasil precisava de uma resposta tática ao esquema WM predominante no futebol.
Em 1951, Martim Francisco, então treinador do Villa Nova, de Nova Lima (MG) idealizou o 4-2-4 que seria usado por Vicente Feola em 1958 e traria o primeiro título mundial do futebol brasileiro. 
O que ele fez foi empregar um quarto homem mais próximo aos atacantes, buscando aproveitar as características ofensivas de um dos meias. A aproximação deste quarto homem junto ao ataque causava problemas à defesa oponente, pois os três defensores do sistema “WM” ficavam em desvantagem numérica, em relação aos quatro que participavam das jogadas ofensivas. Logo, um quarto jogador procedente do meio-campo foi recuado e fixado na zaga Surgia então, o quarto zagueiro (jogador que atua entre o zagueiro central e o lateral esquerdo), para reforçar a defesa. Com o recuo de um meio-campista e com o avanço de outro, nascia o 4-2-4.
Uma vez que os espaços aumentaram, com a nova formação, as equipes passaram a utilizar a marcação por zona, possibilitando uma cobertura mais eficiente. A formação empregava quatro defensores, dois meio-campistas e quatro atacantes, sendo utilizado pela seleção brasileira na Copa de 1958.
Em 1962, o Brasil também atuou com este esquema.
Segundo Carlos Alberto Parreira "o desequilíbrio no meio-campo logo selou seu fim".

## A tática dosMágicos Magiares: 1-3-2-4
O incrível time húngaro jogava com uma formação 1-3-2-4, que se diferenciava do 4-2-4 "inventado" no Brasil apenas porque o 4o zagueiro jogava recuado, como um líbero.

## Inovações
- Criação da função "quarto-zagueiro"
- Marcação por zona, e não mais marcação individual[3]